# Chemnitz (rzeka)
Chemnitz – rzeka w Niemczech, kraju związkowym Saksonia. Rzeka bierze swój początek w mieście Chemnitz z połączenia dwóch strumieni Zwönitz i Würschnitz. Jest najważniejszym prawym dopływem rzeki Zwickauer Mulde.
Miasto Chemnitz wzięło swoją nazwę od tej rzeki.